# Hæleri
Hæleri er en kriminel handling, der består i at skaffe sig eller andre del i udbytte der er opnået ved en strafbar lovovertrædelse. Typisk forbindes hæleri med køb af stjålne varer eller hjælpe en anden gerningsmand med at gemme stjålne genstande. Hæleri er dog ikke begrænset til handel med stjålne fysiske genstande.
Hæleri er i Danmark strafbart efter Straffelovens §§ 290 og 303. Straframmen er den samme som ved tyveri, og er således fra bøde til fængsel i op til 1½ år; i skærpende tilfælde dog op til 6 års fængel. Samtidig konfiskeres hælervarerne. En rapport fra 2017 anslog, at der blev solgt omkring 1 million genstande som hælervarer i Danmark, med en samlet forsikringsværdi på omkring 3 mia. kr.

## Straffelovens § 290
For hæleri straffes med bøde eller fængsel indtil 1 år og 6 måneder den, som uberettiget modtager eller skaffer sig eller andre del i udbytte, der er opnået ved en strafbar lovovertrædelse, og den, der uberettiget ved at skjule, opbevare, transportere, hjælpe til afhændelse eller på lignende måde efterfølgende virker til at sikre en anden udbyttet af en strafbar lovovertrædelse.
Stk. 2. Straffen kan stige til fængsel i 6 år, når hæleriet er af særlig grov beskaffenhed navnlig på grund af forbrydelsens erhvervsmæssige karakter eller som følge af den opnåede eller tilsigtede vinding, eller når et større antal forbrydelser er begået.
Stk. 3. Straf efter denne bestemmelse kan ikke pålægges den, som modtager udbytte til sædvanligt underhold fra familiemedlemmer eller samlever, eller den, der modtager udbytte som normalt vederlag for sædvanlige forbrugsvarer, brugsting eller tjenester.
Stk. 1
Det objektive gerningsindhold:
1. led:
- Uberettiget modtager, skaffer sig del i eller skaffer andre del i udbytte
- Udbyttet skal være opnået ved en strafbar lovovertrædelse

2. led
- Efterfølgende på uberettiget måde virker til at sikre en anden udbytte, fx ved at (ikke udtømmende bestemmelse jf. ”på lignende måde”):
- a)	Skjule
- b)	Opbevare
- c)	Transportere
- d)	Hjælpe til afhændelse

Udbyttet skal være opnået ved en strafbar lovovertrædelse
Den, der straffes for hæleri, kan ikke straffes for medvirken til den forudgående forbrydelse.
De subjektive betingelser:
- Der kræves forsæt til handlingen (og at genstanden stammer fra en strafbar lovovertrædelse)
- Der kan også kan straffes, hvis den pågældende (som er i oprindelig god tro) senere kommer i ond tro ved at blive klar over, at der er tale om udbytte fra en strafbar handling

Stk. 2 (strafskærpelse):
Særlig grov beskaffenhed, navnlig på grund af
- a) Erhvervsmæssigt hæleri
- b) Størrelsen af den opnåede/tilsigtede vinding
- c) Større antal forbrydelser

Stk. 3 (undtagelse til stk. 1):
- Modtagelse af udbytte til sædvanligt underhold fra familiemedlemmer eller samlever
- Modtager udbytte som normalt vederlag for sædvanlige forbrugsvarer, brugsting eller tjenester straffes ikke.